# Parafia św. Jerzego Zwycięzcy w Warszawie
Parafia św. Jerzego Zwycięzcy (wcześniejsze wezwanie: św. Mikołaja) – prawosławna katedralna parafia wojskowa w Warszawie, utworzona 1 kwietnia 1995.

## Świątynia
Od 31 marca 2018 r. na terenie parafii funkcjonuje cerkiew św. Jerzego Zwycięzcy (która od 23 czerwca 2019 r. jest katedrą POWP), przy ulicy Franciszka Hynka 2. Wcześniej nabożeństwa były celebrowane w kaplicy św. Bazylego Martysza, przy ulicy Stefana Banacha 2.

## Proboszczowie
- 1995–2008 – ks. Jerzy Doroszkiewicz
- ?–2018 – ks. Eugeniusz Bójko
- od 2018 – ks. Łukasz Godun[4]